# Liste der Kardinalpriester von San Clemente
Folgende Kardinäle waren Kardinalpriester von San Clemente (Rom) (lat. Titulus Sancti Clementis):
- Renato (492 bis spätestens 494)
- Pietro (494 bis spätestens 499)
- Urbico (499–?)
- Mercurio (vor 532–532)
- Mercurio der Jüngere (537–?)
- Specio (oder Specioso) (590–?)
- Candido (590)
- Gregorio der Ältere (731 bis spätestens 745)
- Gregorio der Jüngere (745?–?)
- Gregorio (746?–?)
- Sergio (853–?)
- Giovanni (993– bis spätestens 1012)
- Sebastiano (1012 bis etwa 1021)
- Roberto (1021 bis etwa 1029)
- Benedetto (circa 1029 bis spätestens 1049)
- Hugues Le Blanc, OSB, genannt Candido Bianco (1049–1078, 1080 bis 1089 als Anhänger des Gegenpapstes Clemens III.)[1]
- Raniero di Bieda OSB (etwa 1078 bis 1099)
- Anastasio (1102–1125)
- Uberto Rossi Lanfranchi (1125 bis 1133)
- Boetius (1138 bis 1143)[2]
- Bernard, Kanoniker von San Frediano di Lucca (1145–1158)
- Henricus, Pseudokardinal des Gegenpapstes Viktor IV., (1161),
- Opizo (1167), Pseudokardinal des Gegenpapstes Paschalis III.
- Ugo Pierleoni (1178 bis 1182)
- Pietro (1188)[3]
- Giovanni da Viterbo (1189–1199)
- Guillaume Ferrier (oder de Ferrières) (1294–1295)
- Giacomo Tomassi-Caetani (1295–1300)
- Bernard Jarre (oder Garve) (1316–1328)
- Pierre Bertrand (1331–1348)
- Gil Álvarez Carillo de Albornoz (1350–1356)
- Guillaume de La Jugie (1368–1374) (siehe Haus Rogier de Beaufort)
- Pierre de La Jugie OSB(1375–1376) (siehe Haus Rogier de Beaufort)
- Gérard du Puy OSB (1377–1389)
- Poncello Orsini (1378–1395)
- Jaime de Aragón (1389–1391)
- Berenguer d’Anglesola (1397–1406)
- Gabriele Condulmer (1408–1411)
- Branda Castiglione (1411–1431)
- Hugues de Lusignan (1431)
- Francesco Condulmer (1431–1445)
- Enrico Rampini de’ Sant’Allosio (1446–1450)
- vakant (1450–1456)
- Giovanni Castiglione (1456–1460)
- Bartolomeo Roverella (1461–1476)
- Giacopo Antonio Venier (1476–1479)
- Domenico della Rovere (1479–1501)
- Jaime Serra i Cau (1502–1511)
- Francesco Argentino (1511)
- vakant (1511–1517)
- Giulio de’ Medici (1517)
- Luigi de’ Rossi (1517–1519)
- Domenico Giacobazzi (1519–1527)
- Andrea Matteo Calmieri (1527–1537)
- Girolamo Ghinucci (1537–1541)
- Gian Pietro Carafa (1541–1543)
- Rodolfo Giandomenico Spinola Pio de Carpi (1543–1544)
- Pietro Bembo, Malteser (1544–1547)
- Juan Álvarez y Alva de Toledo OP (1547–1551)
- Giovanni Battista Cicala (1551–1565)
- Giovanni Capizucchi (1565–1569)
- Luigi Cornaro (Alvisi) (1569–1570)
- Giovanni Antonio Serbelloni (1570)
- Stanislaus Hosius (1570–1578)
- Giovanni Francesco Gambara (1578–1579)
- Mark Sittich von Hohenems (1579–1580)
- Alfonso Gesualdo (1580–1583)
- Prospero Santacroce (1583–1589)
- Vincenzo Lauro (1589–1592)
- Flaminio Piatti (1593–1596)
- Giovanni Francesco Biandrate di San Giorgio (1596–1605)
- Carlo Conti di Poli (1605–1613)
- Jean de Bonsi (1615–1621)
- Desiderio Scaglia OP (1621–1626)
- Giovanni Domenico Spinola (1626–1629)
- vakant (1629–1637)
- Marco Antonio Franciotti (1637–1639)
- Vincenzo Maculani OP(1642–1667)
- Innico Caracciolo (1667–1685)
- vakant (1685–1690)
- Ferdinando D’Adda (1690–1696)
- Tommaso Maria Ferrari OP (1696–1716)
- vakant (1716–1722)
- Annibale Albani (1722–1730); in commendam (1730–1751)
- Cosimo Imperiali (1753–1759)
- Giovanni Francesco Albani (1759–1760)
- Carlo Rezzonico (1763–1769)
- Francesco Carafa di Traetto (1773–1788)
- Stefano Borgia (1789–1804)
- vakant (1804–1816)
- Benedetto Naro (1816–1832)
- Benedetto Cappelletti (1832–1834)
- Francesco Canali (1834–1835)
- Pietro Ostini (1836–1843)
- Antonio Maria Cadolini, B (1843–1851)
- Domenico Lucciardi (1852–1864)
- Henri-Marie-Gaston Boisnormand de Bonnechose (1864–1883)
- Guglielmo Sanfelice D’Acquavella (1884–1897)
- Guillaume-Marie-Romain Sourrieu (1898–1899)
- Gennaro Portanova (1899–1908)
- William Henry O’Connell (1911–1944)
- John Joseph Glennon (1946)
- Jan de Jong (1946–1955)
- Amleto Giovanni Cicognani (1958–1962)
- Lawrence Joseph Shehan (1965–1984)
- Adrianus Johannes Simonis (1985–2020)
- Arrigo Miglio (seit 2022)